# リリアン・ゴーディ・カーター
ベッシー・リリアン・ゴーディ・カーター (Bessie Lillian Gordy Carter、1898年8月15日 - 1983年10月30日)はアメリカの看護師。元アメリカ合衆国大統領ジミー・カーターの母。

## 略歴
1898年、ジョージア州リッチランドでジェームズ・ジャクソン・ゴーディ(1863-1948)とメアリー・アイダ・ニコルソン(1871-1951)の娘ベッシー・リリアン・ゴーディとして生まれた。ベリー・ゴーディの父ベリー・ゴーディ、シニアの半いとこにあたる。1917年にアメリカ陸軍で看護の仕事を志願したが、拒否された。代わりに、リッチランドのアメリカ合衆国郵便公社に務め、1920年にプレーンズに引っ越した。ワイズ療養所で研修生となり、1923年にアトランタのグラディ記念看護病院学校で看護の学位を取得した。家族は当初、看護の道に進むことに否定的であったが、訓練を続け、非常に成功を収め、白人、黒人両社会の尊敬を獲得したことで肯定的になった。"Miss Lillian"としても知られ、黒人に対しても、裏口ではなく、表玄関から家に入ることを許可し、白人の隣人と同様にあつかい、リビングでの雑談を楽しんだ。会話は夫が帰宅しても、続けられた。
リッチランドの郵便局で働く父ジェームズから強い影響を受け、自由主義に目覚めた。父は常に誠心誠意働き、度々黒人労働者と夕食を共にしていた。これは20世紀初頭では非常に珍しいものであり、リリアンもこれを見習った。
ジェームズ・アール・カーター・シニアと出会い、卒業後すぐに結婚した。元アメリカ合衆国大統領ジミー・カーターを始め、4人の子供がいた。1925年に名目上は看護師を退職したが、実際はナース・プラクティショナー として、夫の店の数百人の従業員やプレーンズ住民の為に働いていた。敬虔なキリスト教徒であったが、定期的に教会に行くことはなかった。地元の教会のシスターがアフリカへの福音宣教を企画すると、その前にアメリカでやるべき事が沢山あると取り乱した。日曜日の朝、家族が礼拝参加している間、自分で聖書研究をしていた。
夫の死後、オーバーン大学で7年半寮母として働いた。その後、ブレイクリーで介護老人福祉施設を経営した。
後に積極行動主義者となり、人種差別廃止運動に身を投じ、ジョージア州プレーンズでアフリカ系アメリカ人への医療活動を行った。

## 平和活動
1966年、平和部隊に参加した。 精神鑑定が完了後、3ヶ月の訓練を受け、インドのムンバイから30マイル (48 km)のゴードレージコロニーで働いた。21ヶ月間同地で、ハンセン病患者を支援した。エモリー大学はそれに敬意を表し、リリアン カーター国際看護センターを設立した。平和部隊アトランタ地域事務所は最も貢献した50歳以上のボランティアとして、リリアンを賞した。

### 大統領の母として

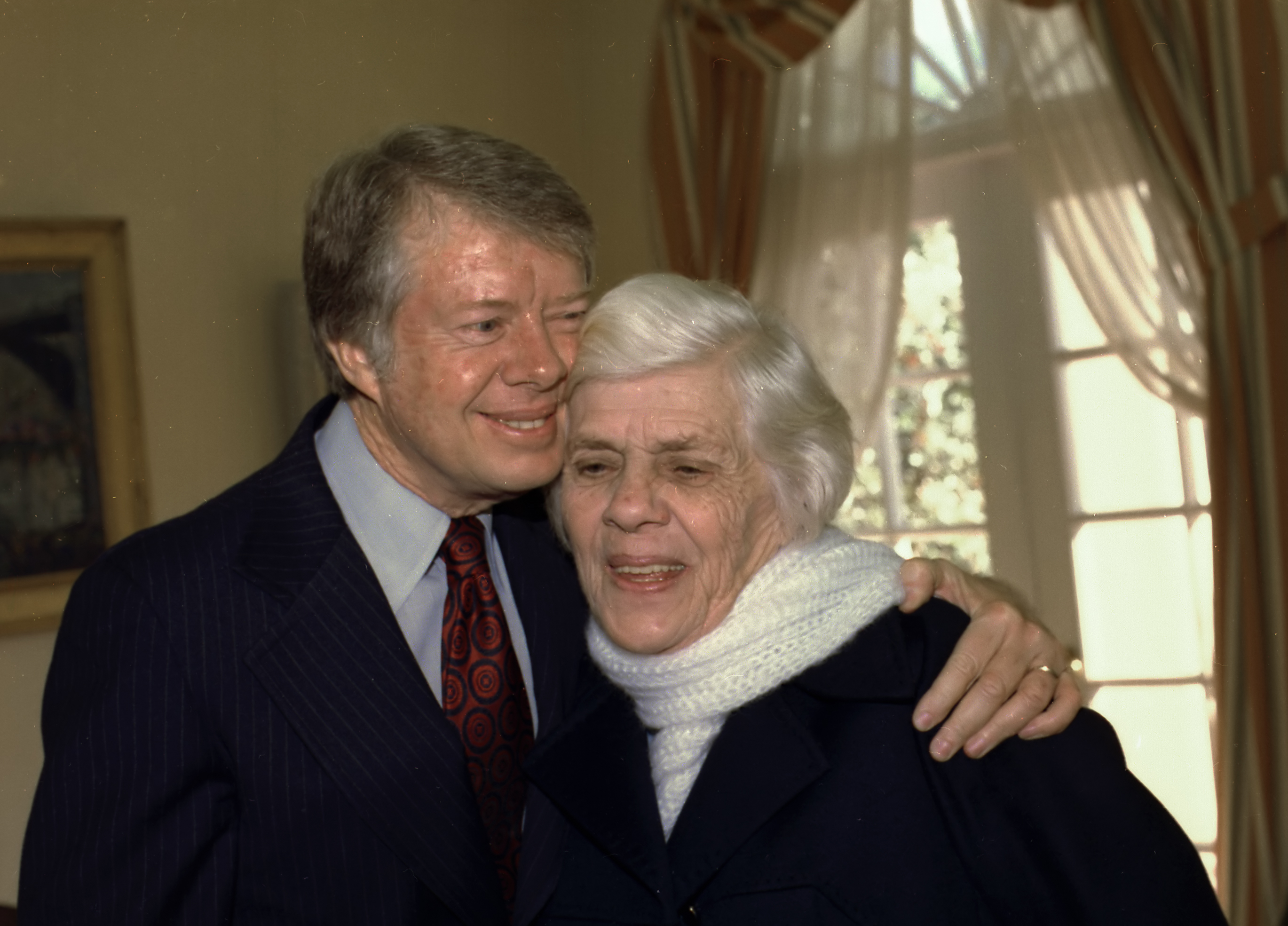
1977年2月17日、ジミー・カーターと

息子ジミーは大統領に立候補する事を決めた時、最初にそれを打ち明けた一人が母である。当初は、民主党の指名候補のダークホースであった。
"Miss Lillian"として知られ、1977年に息子ジミーに関するMiss Lillian and Friends、Away from Home: Letters to my Familyという2冊の本を出版した。後者の本は平和部隊でインドにいた時に、家族に送った手紙を集めたものである。
南部の魅力と現実的性格からマスメディアの評価が高かった。
息子が大統領に立候補するつもりだと言うと、"President of what?"と述べた。
1977年、ルシル・ボール出演のテレビ映画"Lucy Calls the President"に自分自身の役でカメオ出演した。
息子ビリーのビール事業のテープカットに参加するかどうか友人に聞かれ、 "I attended Jimmy's inauguration didn't I?"と述べた。
ユーゴスラビア大統領ヨシップ・ブロズ・チトーの葬儀では米国代表団代表を務めた。
ジミーの就任式の日、息子を誇りに思っているか尋ねられ、おっとりとWhich one?と尋ねた。

## 晩年と死
1981年1月、息子カーターの大統領退任直後に、乳癌と診断された。1983年4月に治癒した一方、娘ルースが1983年9月26日に死亡した。さらに、乳癌、骨腫瘍、膵癌を患い、10月30日に3人の子供たちに看取られ、アメリカスで死亡した。1983年11月1日、レバノン教会墓地で6分間の別れの儀式の後、夫の傍らに埋葬された。
彼女、3人の子供ビリー、ルース、グロリア、夫ジェームズが膵癌で死亡している。長男ジミーは膵癌になっていないが、2010年に激しい胃の痛みにより、膵癌と誤認された。その為、膵癌治療法の研究の資金支援者、後援者となっていた。

## 関連文献
- Lillian Carter with Gloria Carter Spann, Away From Home: Letters to My Family Simon & Schuster New York 1977 ISBN 0-671-22683-5
- Lillian Carter as told to Beth Tartan and Rudy Hayes Miss Lillian and Friends: the Plains, Georgia Family Philosophy and Recipe Book A&W Publishers 1977 ISBN 0-89104-074-9
- Jimmy Carter, An Hour Before Daylight: Memories of a Rural Boyhood Simon & Schuster, London ISBN 0-7432-1199-5
- Jimmy Carter, A Remarkable Mother Simon & Schuster, New York 2008 ISBN 1-4165-6245-1
- Jimmy Carter, Always a Reckoning, and Other Poems Times Books, New York 1995 ISBN 0-8129-2434-7  was dedicated in his mother's honor and contains a poem about her.